# 七分の一の命事件
七分の一の命事件（ななぶんのいちのいのちじけん）とは、江戸時代における身分差別のむごさを伝える伝説である。「七分の一命」事件、とも呼ばれる。

## 概要
1859年（安政6年）2月、江戸山谷の真崎稲荷（現・東京都荒川区南千住の石浜神社）で山谷の若者と穢多の若者が衝突し、穢多が一人殺された。
そこで穢多頭の弾左衛門は下手人の処刑を北町奉行（当時この地位にあったのは石谷穆清）に願い出た。すると奉行は「およそ穢多の身分は平民に比して七分の一に相当するから、今六人の穢多を殺して後、相当の処刑をなすべし」と宣告した。
これは名裁きとされ、弾左衛門も泣き寝入りした、というのが伝説のあらましである。喜田貞吉は「何ら標準のない乱暴なこの比量にも屈服しなければならなかった彼らの境遇の、憐れむべかりしは言うまでもないが、これを以て名裁判だなどと歓迎した当時の状態も、また憐れまずにはおられない」と評している。

## 歴史的評価
しかし本田豊はこのような史実があったこと自体を疑い、
と述べている。にもかかわらず、この伝説は史実と喧伝され、部落差別の深刻さをアピールするための教材としてたびたび同和団体に利用されている。同和教育の教材として学校でも利用され、大阪府の解放教育読本『にんげん』にも収録されていた。